# Teamcenter
Teamcenter — пакет масштабируемых программных решений для поддержки жизненного цикла изделий, созданный на основе открытой платформы PLM.

## История создания
В основе Teamcenter лежит PDM-система Information Manager (iMAN), разработанная в компании UGS в начале 1990-х годов. В рамках перехода на платформу PLM компанией EDS в начале были приобретены другие продукты, расширяющие функционал системы. Все они были переименованы под единым брендом Teamcenter: Teamcenter Engineering (iMAN), Teamcenter Enterprise (Metaphase PDM), Teamcenter Requirements и Teamcenter Project . Несмотря на общее название, системы были слабо интегрированы, и компания сосредоточила свои усилия на объединении их в одну платформу. Первая единая версия Teamcenter Unified Architecture вышла в марте 2009 года. В 2004 году EDS продала EDS PLM Solutions частной группе компаний, состоящей из Bain Capital, Silver Lake Partners и Warburg Pincus. В 2007 году компания UGS была приобретена концерном Siemens. C этого момента поставки и поддержка решений Teamcenter осуществляются компанией Siemens PLM Software.

## Краткое описание
Решения Teamcenter предназначены для интенсификации создания разработок, ускорения вывода изделия на рынок, обеспечения соответствия управленческим и законодательным требованиям, оптимизации использования ресурсов предприятия и поддержки сотрудничества со смежниками.
Teamcenter можно использовать для создания единой базы данных, процессов и изделий, получаемых из различных систем. Уполномоченные сотрудники получают возможность использовать этот ресурс для оперативного доступа к информации, необходимой для выполнения поставленных задач. Система обеспечивает совместную работу в распределенной среде: с её помощью удаленные группы специалистов компании устанавливают контакты, общаются и обмениваются информацией в режиме реального времени. Благодаря наличию открытого и функционального интерфейса можно интегрировать функции Teamcenter с уже имеющимися информационными системами и органично вписаться в имеющиеся процессы.
Teamcenter основан на гибкой, четырёхуровневой сервис-ориентированной архитектуре (SOA) и применяется как в малом бизнесе, так и крупнейшими мировыми компаниями. На базе Teamcenter были разработаны специализированные решения, адаптированные для различных отраслей — автомобильной, авиационной, космической и оборонной промышленности, высоких технологий и электроники, химической промышленности и фармацевтики, производству одежды и других отраслей.

## Функциональные возможности
Решения Teamcenter по управлению данными на различных этапах жизненного цикла изделия для различных отраслей промышленности охватывают следующие области:
- Управление требованиями
- Управление системными описаниями
- Управление проектами
- Управление процессами проектирования
- Управление составом изделия
- Управление продуктовой линейкой
- Управление соответствием
- Управление контентом и документами
- Управление рецептурой, упаковкой и брендами
- Управление поставщиками
- Управление электромеханическими данными
- Управление процессами технологической подготовки производства
- Управление расчетными данными
- Эксплуатация, сервисное обслуживание и ремонт
- Отчеты и аналитика
- Средства совместной работы
- Встроенная визуализация
- Сервисы расширения платформы
- Сервисы интеграции
- Платформа управления знаниями предприятия

### Управление требованиями
Позволяет создавать требования к изделию на различных этапах его жизненного цикла в структурированном виде. Связывать требования с системными описаниями изделия, элементами конструкторского, технологического составов , а также отслеживать соответствие назначенным требованиям их фактическим значениям.

### Управление системными описаниями
Позволяет создавать высокоуровневые описания систем (подсистем), описывающих разрабатываемое изделие. Доступна поддержка различных нотаций для описания систем, архитектур изделия, например, SysML. Коллективная среда взаимодействия позволяет организовать полномасштабное взаимодействие системных инженеров предприятия, обеспечивая их общей понятийной базой, механизмами согласованного проведения изменений и возможностью динамически изменять «точку зрения» на систему, с последующим выходом на инструменты поведенческого моделирования AMESIM, SIMULINK.

### Управление проектами
Модуль предназначен для решения задач, связанных с планированием работ по конструкторской, технологической подготовке производства, а также планированию предстоящих испытаний Позволяет не только создавать и редактировать план реализации проекта, но и отслеживать ход его выполнения, связывать пункты плана с элементами состава изделия, запускать бизнес-процессы для реализации необходимых работ и многое другое.

### Управление процессами проектирования
Благодаря наличию функций разграничения прав доступа к информации и механизмов блокировки данных Teamcenter обеспечивает коллективную работу различных специалистов предприятия над одним проектом. Кроме этого, в состав Teamcenter входят модули интеграции с различными автоматизированными системами проектирования (САПР). Также, для организации ведения корпоративных справочников предприятия в состав Teamcenter входит приложение Классификатор.

### Управление составом изделия
Функции по управлению составом изделия (BOM – Bill of Materials) обеспечивают ведение произвольного количества согласованных составов изделия, позволяют конфигурировать различные версии составов изделия, управлять вариантами, альтернативами и заменами.
Технология 4GD позволяет обеспечить коллективную работу с составами изделия масштаба пассажирского трансатлантического лайнера.
Кроме этого, Teamcenter обеспечивает ведение инкрементных изменений, выполнение автоматических массовых замен в соответствии с имеющимися извещениями об изменении, сравнение различных составов изделий, позволяет осуществлять пространственный поиск в контексте логических или функциональных членений изделия и многое другое.

### Управление продуктовой линейкой
Механизм централизованного описания конфигурационных опций, логических сочетаний, позволяющий разно профильным специалистам вести собственные конфигурационные словари, отражающие специфику профиля и точки зрения на разрабатываемой, конфигурируемое изделие.

### Управление соответствием
Модуль предоставляет возможности по управлению рисками, связанными с невыполнением требований к продукции, предъявляемых внешними регламентирующими документами на всех этапах жизненного цикла изделия, а также соответствия экологическим нормам различных стран и отраслей.

### Управление контентом и документами
Функции модуля обеспечивают управление данными на этапе разработки и публикации технической документации. Включая функции сборки документа из отдельных частей (глав, параграфов), перевода документации на различные языки, формирования выходного документа в различных форматах (HTML, PDF). Кроме этого обеспечивает создание интерактивных каталогов продукции, инструкций по эксплуатации, ремонту и обслуживанию.

### Управление рецептурой, упаковкой и брендами
Решение предназначено для организаций, работающих в сфере производства товаров народного потребления. Позволяет управлять химическим составом изделия, конструкцией и дизайном упаковки, а также обеспечивает единый подход к управлению брендом компании.

### Управление поставщиками
Решение позволяет организовать информационное взаимодействие конструкторско-технологических отделов, служб снабжения и других подразделений компании с представителями поставщиков на всех этапах жизненного цикла изделия на базе специализированных быстроразворачиваемых web-порталов.

### Управление электромеханическими данными
Позволяет объединить в единое целое данные об электрике, электронике, программном обеспечении и физическом изделии, представляя его как единую электромеханическую систему.

### Управление процессами технологической подготовки производства
В состав решения входят приложения, позволяющие организовать на предприятии бесшовную, сквозную технологическую подготовку производства – разработку технологических маршрутов, процессов сборки и изготовления, выпуск технологической документации, управление технологическими составами изделий (MBOM – Manufacturing Bill of Materials). А также организовать интеграцию с корпоративными информационными системами класса ERP и другими системами, используемыми на предприятии.

### Управление расчетными данными
Решение позволяет организовать хранение расчетных данных, установить их взаимосвязь с исходными конструкторскими моделями, провести анализ влияния исходных данных при проведении конструкторского изменения и другие функции. Модуль настройки внешних приложений позволяет настроить работу с любыми расчетными программами, включая приложения собственной разработки, а также использование вычислительных кластеров.

### Эксплуатация, сервисное обслуживание и ремонт
Функции, входящие в состав решения, позволяют организовать управление данными на поздних этапах жизненного цикла изделий. Это, прежде всего данные о различных составах изделия, например, «как изготовлено» (As-Built). А также сервисные данные, данные о техническом обслуживании, информация о планировании проведения мероприятий по техническому обслуживанию и ремонту.

### Отчеты и аналитика
Представляет собой платформу для проведения анализа и генерации отчетов, включающих данные об изделии, хранящихся не только в базе данных Teamcenter, но и информацию из различных структурированных источников – ERP, PDM, CRM, файлов в формате Excel и других. Простой в использовании web-интерфейс позволяет конечному пользователю получать и обрабатывать данные на основании бизнес-правил и с учетом разработанной модели безопасности.

### Средства совместной работы
Инструмент для построения на базе web-технологий единой среды взаимодействия распределенных групп, удаленных подрядчиков, партнёров, заказчиков и других участников проекта. При этом все они могут находиться в различных географических зонах и работать в разных информационных средах.

### Встроенная визуализация
Встроенная визуализация доступна практически во всех приложениях Teamcenter и основана на использовании графического формата JT являющегося стандартом ISO 14306:2012. Этот модуль позволяет не только просматривать графическое представление изделия, не загружая специализированного приложения, но и производить графическое сравнение и измерения, обладать доступ к данным PMI, создавать сечения и заметки, формировать фотореалистичные изображения и многое другое.

### Сервисы расширения платформы
В состав Teamcenter входит приложение расширения базовой модели данных (BMIDE - Business Modeler Integrated Development Environment), которое позволяет создавать тиражируемые пакеты с новыми типами информационных объектов, задавать их взаимосвязи, управлять локализацией и многое другое. Кроме этого, в состав платформы входят интерфейсы к языкам программирования высокого уровня C++ , Java, С#, которые позволяют при необходимости расширить функционал системы на этапе внедрения и последующей эксплуатации,например, для реализации сложной бизнес-логики или для организации взаимодействия с внешними информационными системами.

### Сервисы интеграции
В составе Teamcenter доступны компоненты Teamcenter Gateway, предназначенные для решения задач интеграции Teamcenter с окружающими информационными системами с минимально возможным привлечением труда программистов в написании интеграционного кода. На базе данных компонент есть коробочные интеграции к SAP R/3 (Интеграция одобрена SAP), Oracle EBS, Галактика АММ, на территории РФ есть опыт по интеграции Teamcenter c линейкой продуктов от компании 1С.

### Платформа управления знаниями
Для наиболее эффективного управления данными об изделии в состав Teamcenter включены базовые модули и функции для осуществления поиска, организации персонального рабочего пространства, автоматизации бизнес-процессов предприятия (Workflow), управления изменениями (Change Management) и другие.

## Аналоги
Существуют различные PLM-системы, среди которых есть как зарубежные (IBM/Dassault Systemes — SmarTeam, PTC — Windchill, Baan — iBaan PDM, SAP — my SAP PLM), так и отечественные («Топ Системы» — T-FLEX PLM, «Прикладная логистика» — PDM Suite Site, «Лоция Софт» — Lotsia PDM Plus(Party Plus)) .

## Интеграция с Microsoft Office
Интеграция представляет собой встроенный в приложения Microsoft Office клиент Teamcenter, независимый от "толстого" или "тонкого" клиента Teamcenter. Пользователи получают доступ к основным данным Teamcenter непосредственно из приложений Microsoft Office, таких как Word, Excel, PowerPoint или Outlook.

## Интеграция с Mentor Graphics PADS (управление данными печатных плат)
Команды Teamcenter встраиваются непосредственно в графический интерфейс PADS, что позволяет пользователю автоматически выполнять вход в Teamcenter, открывать, сохранять и блокировать проектные данные. Интеграция Teamcenter и PADS обеспечивает разработчикам возможность импортировать и экспортировать данные библиотеки компонентов, управлять этими данными, а также получать доступ к данным о плате, управлять ими и создавать архивы данных в едином защищенном источнике.
.

## Применение
Пользователями Teamcenter являются: Daimler, Bosch, Boeing, Lockheed Martin Aeronautics, Snecma, Nissan, Volvo Cars, Hendrick Motorsports, «Шанхайская автомобилестроительная корпорация» (SAIC), Volkswagen и Audi, BAE Systems, Royal Schelde Naval Shipyards, Land Rover BAR, Red Bull Racing и другие.
Среди российских заказчиков — компания «Гражданские самолёты Сухого», ОКБ Сухого
, Объединенная авиастроительная корпорация, ОАО «Авиадвигатель», ОКБ «Аэрокосмические системы», ПКО «Теплообменник»
, ИТ ММПП «Салют», ОАО «НПО «ИСКРА», «Уральский оптико-механический завод», корпорация «Иркут», «Тихвинский вагоностроительный завод», ПАО «КАМАЗ»
, ОАО «УАЗ»
, МВЗ им. М.Л. Миля, НПО «Сатурн», НПО «Наука», «НПО Энергомаш имени академика В.П. Глушко» и другие.